# Cabean (Demak)
Cabean is een bestuurslaag in het regentschap Demak van de provincie Midden-Java, Indonesië. Cabean telt 7122 inwoners (volkstelling 2010).